# Kỳ Bắc
Kỳ Bắc là một xã thuộc huyện Kỳ Anh, tỉnh Hà Tĩnh, Việt Nam.

## Địa giới hành chính
Xã Kỳ Bắc nằm ở phía bắc của huyện Kỳ Anh.
- Phía đông giáp các xã Kỳ Xuân và Kỳ Tiến, huyện Kỳ Anh.
- Phía nam giáp các xã Kỳ Tiến và Kỳ Phong, huyện Kỳ Anh.
- Phía tây giáp xã Cẩm Lĩnh, huyện Cẩm Xuyên.
- Phía bắc giáp xã Cẩm Lĩnh, huyện Cẩm Xuyên và xã Kỳ Xuân, huyện Kỳ Anh.